# Quế Dương
Quế Dương (chữ Hán giản thể: 桂阳县) là một huyện thuộc địa cấp thị Sâm Châu, tỉnh Hồ Nam, Cộng hòa Nhân dân Trung Hoa. Huyện này có diện tích 2973 ki-lô-mét vuông, dân số năm 2006 là 800.300 người, trong đó thị dân là 296.400 người. Mã số bưu chính là 424400, mã vùng điện thoại là 735. Chính quyền huyện đóng ở trấn Thành Quan. Huyện này được lập thời Đông Tấn, thời nhà Đường lập giám Quế Dương, thời nhà Nguyên lập thành lộ, thời nhà Minh lập châu, thời nhà Thanh nâng lên thành châu trực thuộc. Năm 1913 lập huyện Quế Dương. 